# Ermita de Sant Silvestre
Sant Silvestre és un ermita al municipi de Vallirana (Baix Llobregat) protegit com a bé cultural d'interès local. La capella, que ha arribat fins als nostres dies, reformada considerablement en època barroca, és una construcció pobra, de nau única, però ja amb absis semicircular. La precarietat de construcció d'aquest absis fa pensar que no fos cobert amb fusta, ja que, a més, no s'hi veu cap inici de volta. Sembla que sota els successius enguixats de l'absis podria haver-hi restes de pintures. La nau i l'absis tenen un parament de maçoneria a base de pedres de diferents mides sense escairar, col·locades per filades horitzontals i unides per morter de calç i sorra. La paret est de la nau, en canvi, té grossos carreus, que s'interrompen per donar entrada a l'absis. L'àmbit de planta quadrangular afegit al sud de l'absis, que d'alguna manera ha originat la destrucció d'una part d'aquest, és una construcció posterior.

## Història
La capella de Sant Silvestre formava part del lot que Teuderic, bisbe de Barcelona concedí l'any 904 a l'abat de Sant Cugat. D'aquesta manera es convertia en cel·la monàstica apèndix d'una casa més gran, la de la Santa Creu, i alhora depenent del monestir de Sant Cugat del Vallès
La datació de l'església hauria de situar-se vers la segona meitat del segle x, ja que en la donació a l'abat de Sant Cugat del Vallès s'esmenta la donació "ad restaurandum". Però en aquest moment en què la documentació parla molt sovint d'aprisions de terres a l'altra banda del Llobregat, amb el que això comporta pel que fa al nombre de pobladors de la zona, se'ns fa molt difícil d'admetre que la restauració pogués dur-se a terme als voltants de l'any 904.